# Zelotes potanini
Zelotes potanini este o specie de păianjeni din genul Zelotes, familia Gnaphosidae, descrisă de Schenkel, 1963. Conform Catalogue of Life specia Zelotes potanini nu are subspecii cunoscute.